# Sauter-Finegan Orchestra

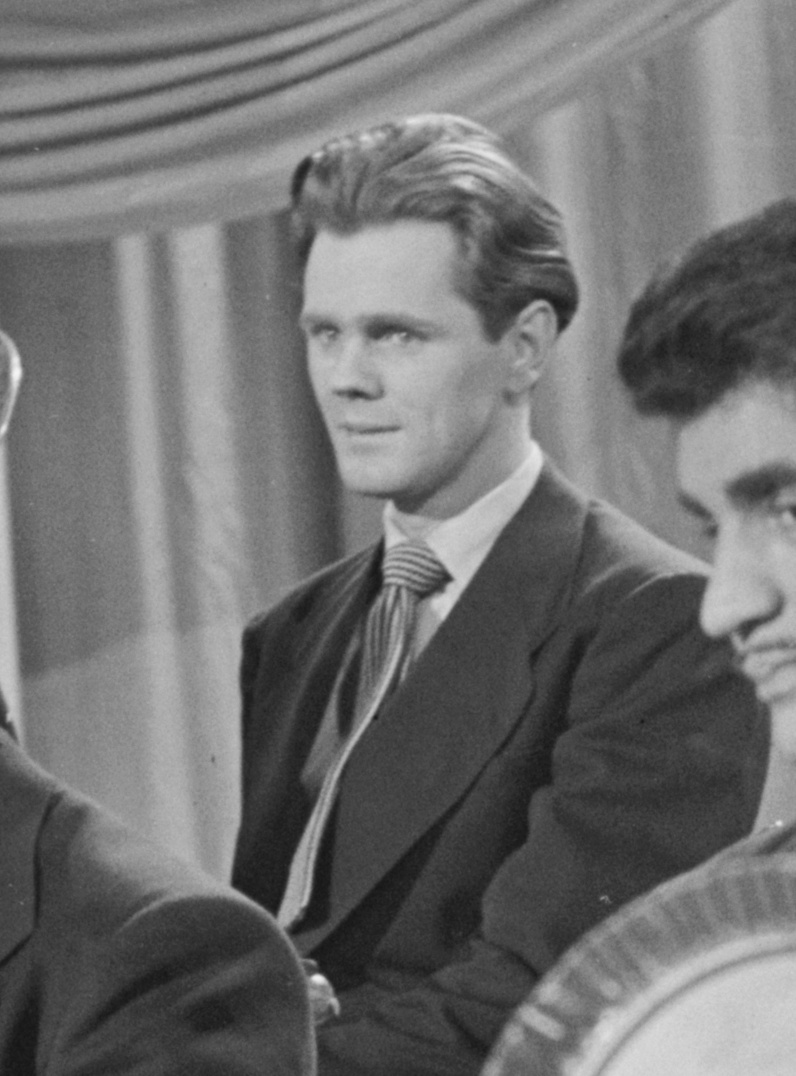
Der Tubist Bill Barber, Gründungsmitglied des Sauter-Finegan Orchestra

Das Sauter-Finegan Orchestra war eine US-amerikanische Bigband, die in den 1950er-Jahren bestand. Sie galt als eine der experimentierfreudigsten Bands dieser Zeit und verband in den ungewöhnlichen Arrangements Jazz auch mit klassischer Musik. Dort wurde mit ungewöhnlichen Klangfarben experimentiert: Blockflöte, Kazoo und Harfe kamen ebenso zum Einsatz wie Gamelan und Ratsche.
„Vielerlei Künste der abendländischen Musik – nicht zuletzt auch der reichliche Gebrauch von Perkussionsinstrumenten jenseits des Jazz-Beat –“ waren dort Joachim E. Berendt zufolge „mit einem durchaus jazzmässigen, sehr amerikanischen, in Europa oft kaum nachzuvollziehenden Humor“ verschmolzen worden.

## Bandgeschichte
Das Sauter-Finegan Orchestra wurde 1952 von den beiden Arrangeuren Eddie Sauter (1914–1981) und Bill Finegan (1917–2008) zunächst als reines Studioensemble gegründet. Erste Aufnahmesessions fanden am 12. Mai 1952 für RCA Victor statt; dabei verwendeten Sauter und Finegan 21 Musiker, darunter mehrere, die auch ein Zweitinstrument spielten, was die klangliche Palette der Bigband enorm ausweitete. In der Urbesetzung spielten u. a. Nick Travis, Bobby Nichols, Bill Harris, Vern Friley, Bill Barber, Sid Cooper, Al Klink, Barry Galbraith, Trigger Alpert und Don Lamond; in späteren Session kamen Solisten wie Kai Winding, Danny Bank, Mundell Lowe, Doc Severinsen (1952), Eddie Bert, Sonny Russo (1953), Gene Allen, Max Bennett, Mousie Alexander (1954), George Duvivier, Milt Hinton, Phil Woods (1957) und Walt Levinsky (1958) hinzu.
Im Juli 1952 erschien die Single Doodletown Fifers, eine Adaption von Kingdom Coming (oder Year of Jubilo) von Henry Clay Work aus der Bürgerkriegszeit die #12 der US-Charts erreichte, wo sie zehn Wochen blieb.
Weitere Hits hatte das Orchester mit den Singles Nina Never Knew (#13, mit Joe Mooney als Bandvokalist), Midnight Sleighride (B-Seite: When Hearts Are Young; #29 in den Charts), einer Jazz-Adaption von Prokofjews Troika (aus der Leutnant Kishe-Suite), die der Billboard am 22. November 1952 zur Platte der Woche erklärte. Bei Nina Never Knew wirkte der Sänger Joe Mooney mit; ebenso bei dem im Dezember 1953 entstandenen Song The Moon Is Blue, dem letzten Hit von Sauter und Finegan Ende August 1953 (#20) und der Titelmelodie des Otto-Preminger-Films Wolken sind überall. Zum Bandrepertoire gehörten populäre Songs (Love Is A Simple Thing), Coverversionen von Titeln aus Klassik oder Marschmusik, modern arrangierte Holzbläserquartette und Originalkompositionen, aber auch polytonaler Jazz und Jazzstandards wie April in Paris (mit wortlosem weiblichem Gesang), Autumn Leaves, When Hearts are Young, Old Folks, Over the Rainbow, These Foolish Things (Remind Me of You) und A Foggy Day.
1953 erschien das 10-Zoll-Album New Directions in Music. Ungewöhnlich waren die Arrangements auch durch die Verwendung von Instrumenten wie Piccoloflöte, Oboe, Bassklarinette, Harfe, Englisch Horn, Blockflöte, Tuba, Glockenspiel, Pauken und Kazoo. Finegan, der auch eine Spielzeugtrompete spielte, schlug sich sogar auf den Brustkorb, um das Pferdegetrappel in Midnight Sleighride zu imitieren.
Nach einigen weiteren erfolgreichen Singles und LPs für RCA stellten im Jaui 1953 Sauter und Finegan ein Live-Orchester zusammen, dass jedoch wegen des mangelnden Interesses für Bigbands nach dem Ende der Swingära nur bis Ende 1955 bestand. Unglücklicherweise hatte der Musikagent Willard Alexander das Sauter-Finegan Orchestra als Band in Tanzsälen und Vergnügungsparks gebucht statt in Konzerthallen, was besser zu der Musik gepasst hätte. „Es endete damit, dass wir dann ein paar Tanz-Arrangements schrieben, um so mit der Band zu überleben. Aber wir waren dabei aus der Spur geraten, weil wir eigentlich nur in Konzertsälen spielten wollten,“ erinnerte sich Finegan.
Sauter und Finegan setzten dann ihre Aktivitäten mit dem Orchester als reiner Studioformation für RCA-Victor fort. The Sound of the Sauter-Finegan Orchestra erschien 1954; parallel dazu entstand in Zusammenarbeit mit dem Chicago Symphony Orchestra unter Leitung von Fritz Reiner eine Einspielung von Rolf Liebermanns Concerto for Jazz Band and Symphony Orchestra, die 1955 bei RCA erschien. Es folgten noch die Alben Adventure in Time (1956, ein Album, das die Perkussionsinstrumente herausstellte), Under Analysis (1957) und Straight Down the Middle (1957). Im März 1957 löste sich die Gruppe auf, als Eddie Sauter musikalischer Leiter des SWF-Tanzorchesters in Baden-Baden wurde und dorthin aus der damaligen Rhythmusgruppe Dave Hildinger und Sperie Karas mitnahm; Bill Finegan blieb als freischaffender Arrangeur zurück. Nach Sauters Rückkehr in die Vereinigten Staaten 1959 arbeiteten die beiden erneut zusammen und realisierten eine weitere LP als Sauter-Finegan Orchestra, The Return of the Doodletown Fifers, die bei United Artists Records erschien. Nach Sauters Tod 1981 stellte Finegan eine Reunion-Ausgabe des Sauter-Finegan Orchestra für ein Konzert in der New Yorker Town Hall zusammen.
Im Laufe seines Bestehens spielten außer den genannten Musikern auch Vinnie Burke, Anita Darian, Bob Florence, Mort Herbert, Paul Horn, Seldon Powell, Boomie Richman, Lou Stein, Joe Venuto und Lammar Wright senior im Sauter-Finegan Orchestra.

## Diskographie

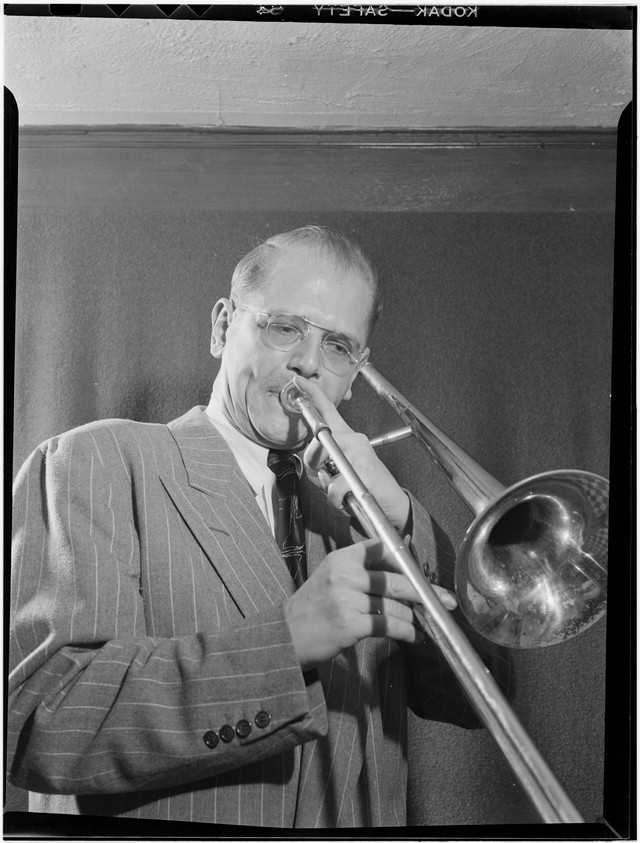
Bill Harris, Gründungsmitglied des Sauter-Finegan Orchestra, 1947.
Fotografie von William P. Gottlieb.

- New Directions in Music (RCA Victor, 1953; erweiterte CD-Ausgabe mit Aufnahmen von 1952 bis 1958)
- The Sons of Sauter-Finegan (RCA Victor, 1954)
- Concerto for Jazz Band and Symphony Orchestra (RCA Victor, 1954) (mit Fritz Reiner & the Chicago Symphony Orchestra)
- The Sound of Sauter-Finegan (RCA Victor, 1954)
- Inside Sauter-Finegan (RCA Victor, 1957)
- Concert Jazz (RCA Victor, 1955)
- Adventure in Time (RCA Victor, 1956)
- Under Analysis (RCA Victor, 1956)
- Straight Down the Middle (RCA Victor, 1957)
- Memories of Goodman and Miller (RCA Victor, 1958)
- Return of the Doodletown Fifers (United Artists, 1960)

### Singles
- Midnight Sleighride/When Hearts Are Young (RCA Victor, 1952)
- Moonlight on the Ganges/April in Paris (RCA Victor, 1952)
- Rain/Stop! Sit Down! Relax! Think! (RCA Victor, 1952)
- Doodletown Fifers/Azure-Té (Paris Blues) (RCA Victor, 1952)
- Nina Never Knew/Love Is A Simple Thing (RCA Victor, 1953)
- Now That I'm in Love/Yankee Doodletown (RCA Victor, 1953)
- Where's Ace/Hit the Road to Dreamland (RCA Victor, 1954)
- Of Thee I Sing/Pale Moon (RCA Victor, 1954)
- Doodletown Races/April in Paris (RCA Victor, 1955)
- Honey Babe/What Is This Thing Called Love? (RCA, 1955)
- Joe's Tune/Mobile (RCA Victor, ? )
- Coco Bongo/A Foggy Day(RCA 5432 45-11392)

### EPs
- Extended Play Suite: Child's Play, Horse Play, Dream Play und Holiday (RCA EP EPA 447)
- Concert Jazz (RCA EP EPA-916)

### Kompilationen
- Directions in Music (RCA Bluebird, 1988)
- Inside the Sound (Jasmine, ed. 2008)
- Thats All (Magic)